# مايكل هيرش
مايكل هيرش هو كاتب سيناريو وشخصية أعمال ومنتج أفلام ومخرج كندي، ولد في 1948 في إقليم بروكسل العاصمة في بلجيكا.

## وصلات خارجية
- مايكل هيرش على موقع IMDb (الإنجليزية)
- مايكل هيرش على موقع قاعدة بيانات الفيلم (الإنجليزية)